# Пневматоліз
Пневматоліз (рос. пневматолиз, англ. pneumatolysis, нім. Pneumatolyse f) — процес утворення мінералів і мінеральних комплексів під впливом на вміщаючі породи вулканічних парів і газів, що виділились із магми.
Протікає шляхом прямого відкладення твердої речовини з газової фази магми або при дії газів магми на мінерали. Під час пневматолізу з магми виносяться метали та металоїди, які утворюють родовища корисних копалин. Часто пневматоліз супроводжується гідротермальними процесами (див. Гідротермальний метаморфізм).

### Мінерали-продукти пневматолізу

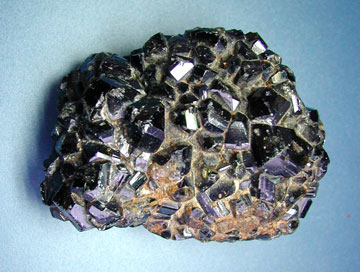
Каситерит
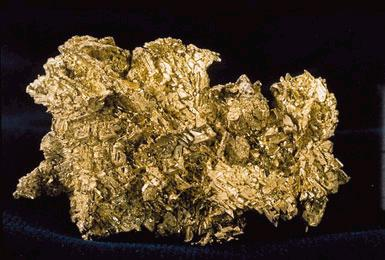
Золото
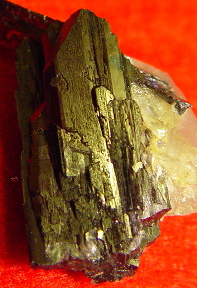
Вольфраміт
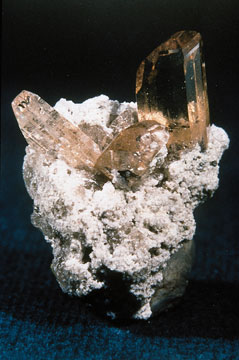
Топаз